# Ngô Văn Phú
Ngô Văn Phú (1937–2022) là nhà thơ, nhà văn Việt Nam, được tặng Giải thưởng Nhà nước về Văn học Nghệ thuật vào năm 2012. Bài thơ “Mây và bông” với chỉ bốn câu thơ, viết năm 1961, là bài thơ nổi tiếng nhất của ông.

## Tiểu sử
Ngô Văn Phú (bút danh Ngô Bằng Vũ, Đào Bích Nguyên) sinh ngày 8 tháng 4 năm 1937 Quê quán xã Nam Viêm, thị xã Phúc Yên, tỉnh Vĩnh Phúc.
Sau khi tốt nghiệp Trường đại học Tổng hợp Hà Nội khoá 1958-1961 (ngành ngữ văn), Ngô Văn Phú về làm biên tập viên báo Văn học (1961 - 1963) sau là báo Văn nghệ (1963 - 1966); từ năm 1966 đến 1972, ông được biệt phái sang Quân đội làm biên tập viên tạp chí Văn nghệ Quân đội với quân hàm Trung úy; từ năm 1972 đến 1976, ông trở về làm Phó phòng văn xuôi báo Văn nghệ. Từ năm 1976 đến 1999, ông làm Trưởng ban thơ; Phó giám đốc, Tổng biên tập; Giám đốc kiêm Tổng biên tập Nhà xuất bản Hội Nhà văn. Từ năm 1999 đến 2002, ông là biên tập viên cao cấp Nhà xuất bản Hội Nhà văn và là Ủy viên quỹ giao lưu và phát triển văn hoá Việt Nam – Đan Mạch giai đoạn 1998-2004.
Ông là đảng viên Đảng Cộng sản Việt Nam; hội viên Hội Nhà văn Việt Nam từ năm 1970.
Ông mất ngày 22 tháng 10 năm 2022 tại Vĩnh Phúc.

## Sự nghiệp
Trong suốt sự nghiệp, ông là một trong ít người có số lượng sách xuất bản vào loại đồ sộ: Trên 220 đầu sách, bao gồm 26 tiểu thuyết, 34 tập truyện ngắn, 28 tập thơ, trên 100 tập dịch thuật, nghiên cứu phê bình, truyện lịch sử, tuyển chọn, giới thiệu. biên soạn, biên khảo... Trong đó, hai mảng đề tài lớn mà ông theo đuổi là sáng tác thơ và truyện lịch sử.
Ông từng xuất bản 28 tập thơ. Nhắc tới ông, nhiều người nhớ ngay tới bài thơ “Mây và bông” được ông viết vào năm 1961 với 4 câu thơ lục bát: “Trên trời mây trắng như bông/ Ở giữa cánh đòng bông trắng như mây/ Mấy cô má đỏ hây hây/ Đội bông như thể đôi mây về làng”. Có người tưởng đó là ca dao. Vì nó quá quen thuộc, gần gũi.
Ngô Văn Phú còn được mệnh danh là người viết truyện lịch sử nhiều nhất Việt Nam. Tên tuổi ông gắn liền với nhiều tập tiểu thuyết dã sử, truyện ngắn, truyện vừa: “Ngõ trúc” (truyện ngắn về danh nhân, 1986); “Bụi và lốc” (tiểu thuyết, 1988); “Ngôi vua và những chuyện tình” (tiểu thuyết lịch sử, 1990); “Gươm thần Vạn Kiếp” (tiểu thuyết lịch sử, 1991); “Ngang trái Phủ Tây Hồ” (tiểu thuyết lịch sử, 1993); “Tuyên Phi họ Đặng” (1996); “Sao không là tình yêu?” (1996)…

Sau này, ông còn mở rộng sang lĩnh vực chuyển ngữ thơ từ tiếng Hoa và từ tiếng Pháp sang tiếng Việt.
| “                                                                | Rất nhiều bạn đọc Việt Nam từ tuổi tôi trở lên đều biết đến bài thơ "Mây và bông" do ông sáng tác năm 1961. Tác phẩm về những đám mây với ngôn từ giản dị, mộc mạc mà nên thơ. | ” |
| — nhà thơ ‘’’Xuân Thiều’’’ – Chủ tịch ‘’’Hội Nhà văn Việt Nam’’’ | |   |

Ông đã nhận được nhiều giải thưởng văn học của: báo Văn học; tạp chí Văn nghệ; Hội Văn nghệ Hà Nội; Hội Văn nghệ Vĩnh Phú; Uỷ ban toàn quốc Liên hiệp các Hội Văn học nghệ thuật Việt Nam; tạp chí Kiến thức ngày nay.
Năm 2012, ông được tặng Giải thưởng Nhà nước về Văn học Nghệ thuật với cụm tác phẩm: Phương gió nổi (tập thơ); Vầng trăng dấu hỏi (tập thơ); Uy viễn Tướng công Nguyễn Công Trứ (tiểu thuyết lịch sử).

### Sự cố từ bài thơ''Sẹo đất''
Năm 1973, Tạp chí Thanh niên đăng bài thơ “Sẹo đất” của Ngô Văn Phú.
Xuất phát từ một lần đi thực tế tại một huyện ngoại thành Hà Nội, ông thấy đất đai bị bom đào xới để lại những hố to, hố nhỏ chồng chất lên nhau như thể đất như đang bị thương, đang bị đóng sẹo. Từ đó ông đã viết “Sẹo đất”, trong đó có hai câu: "Tưởng như da thịt mình mới sẹo/ Ai ngờ đất cũng sẹo như người". Sau khi bài thơ được đăng lên Tạp chí, ông bị đánh giá có vấn đề về tư tưởng, có ý gieo rắc sự sợ hãi, hoảng sợ về chiến tranh - một tâm lý không có lợi khi chiến tranh chưa kết thúc. Rồi ông bị nhắc nhở và bị kỷ luật hạ từ Bí thư xuống Phó bí thư chi bộ Báo Văn nghệ.
Năm 1994, ông đã in lại nguyên văn “Sẹo đất” trong tập “Mắt mùa thu” qua Nhà xuất bản Hà Nội, với nội dung như đã từng in vào năm 1973.

## Tác phẩm chính

### Thơ
- Tháng năm mùa gặt (1978)
- Đi ngang đồi cọ (1986)
- Heo may (1998)
- Chiêm bao (2001)
- Nhặt nắng trong mưa (2003)…

### Truyện ngắn
- Thần hoàng làng (1992)
- Giấc mơ hoàng hậu (1993)
- Sắc độ (tập truyện ngắn, 2013)…

### Tiểu thuyết
- Bụi và lốc (1988)
- Gươm thần Vạn Kiếp (1991)
- Ấn kiếm trời ban (1998)
- Dòng đời xuôi ngược (2001)
- Thời loạn lạc (2019)…

### Các tác phẩm khác
- Mùa cải hoa vàng (tạp văn, 1998)
- Cỏ may (tạp văn, 2003)
- Uy Viễn tướng công (2003)
- Lý Công Uẩn (2006);
- Bụi tầm xuân (tạp văn, 2009)

Nguồn:

## Vinh danh
- Giải thưởng Nhà nước về Văn học Nghệ thuật năm 2012.

### Giải thưởng văn học
- Giải thưởng truyện ngắn báo Văn học (1958)
- Giải thưởng thơ tạp chí Văn nghệ (1961)
- Giải nhất ca dao báo Văn học (1962)
- Giải nhất thơ và giải thưởng 5 năm Hội Văn nghệ Hà Nội (1975-1980)
- Giải thưởng 5 năm Văn học Hùng Vương của Hội Văn nghệ Vĩnh Phú (1975-1980)
- Giải A về thơ của Uỷ ban toàn quốc Liên hiệp các Hội Văn học nghệ thuật Việt Nam (1998)
- Giải ba thơ tứ tuyệt tạp chí Kiến thức ngày nay 2010